# Шеріпов Асланбек Джемалдінович
Асланбек Джемалдінович Шері́пов (нар. 1897, Гатен-Кале — пом. 11 вересня 1919, Грозний) — активний учасник боротьби за встановлення радянської влади на Північному Кавказі в роки Громадянської війни.

## Біографія
Народився у 1897 році в поселенні Гатен-Кале (нині село Асланбек-Шеріпово, Шатойський район, Чечня, Російська Федерація) в сім'ї офіцера Російської армії. Чеченець. Навчався у Полтавському кадетському корпусі, у 1915 році перевівся до реального училища в Грозному, яке закінчив у 1917 році.
У квітні 1918 року став одним із організаторів першої чеченської Ради у селі Гойтах. Був делегатом 2-5-го Терських обласних народних з'їздів, членом Терської народної ради; із серпня — народний комісар у національних справах, із грудня народний комісар (без портфеля) Терської радянської республіки.
З липня 1918 року організатор і з серпня командувач чеченської Червоної армії;, у серпні—листопаді 1918 року — один із керівників 100-денної оборони Грозного від білогвардійців. Член РКП(б) з 1919 року.
З лютого 1919 року командував чеченськими партизанськими загонами, що діяли проти денікінців. Загинув у бою в слободі Воздвиженскій (нині у складі Грозного) 11 вересня 1919 року.

## Вшанування
- На честь Шеріпова назване його родове село Асланбек-Шеріпово у Шатойському районі Чечні;
- У 1958 році драматург Халід Ошаєв написав п'єсу «Асланбек Шеріпов»[3];
- У 1962 році письменник Магомет Мамакаєв присвятив йому роман «Мюрид революції»;
- У 1967—1993 роках ім'я Шеріпова носив Грозненський нафтопереробний завод;
- У 1973 році в Грозному встановлений «Пам'ятник борцям революції Миколі Федоровичу Гикалу, Асланбеку Джемалдіновичу Шеріпову, Гапуру Саїдовичу Ахрієву» (скульптор Іван Бекічев);
- Іменем Асланбека Шеріпова названі вулиці в Грозному, Первомайській, Закан-Юрті, Гудермесі та низці інших населених пунктів Чечні.